# Felipe Pais
Felipe Pais (Concepción del Uruguay, Entre Ríos, 2 de enero de 1990) es un baloncestista argentino que juega en la posición de escolta en River Plate de la Liga Metropolitana de FEBAMBA de Argentina.

## Trayectoria

### Clubes
| Club                | País      | Año             |
| ------------------- | --------- | --------------- |
| Atenas              | Argentina | 2009            |
| Unión de Sunchales  | Argentina | 2009            |
| Atenas              | Argentina | 2009 - 2011     |
| San Isidro          | Argentina | 2011 - 2013     |
| Rocamora            | Argentina | 2013 - 2015     |
| Unión de Santa Fe   | Argentina | 2015            |
| Parque Sur          | Argentina | 2015 - 2016     |
| Defensor Sporting   | Uruguay   | 2016            |
| Platense            | Argentina | 2016 - 2017     |
| Caza y Pesca        | Argentina | 2017            |
| San Isidro          | Argentina | 2017 - 2018     |
| Platense            | Argentina | 2018 - 2019     |
| La Unión de Formosa | Argentina | 2019 - 2021     |
| Platense            | Argentina | 2021 - 2022     |
| Regatas Corrientes  | Argentina | 2022 - 2023     |
| Unión de Santa Fe   | Argentina | 2023            |
| Comunicaciones      | Argentina | 2024            |
| River Plate         | Argentina | 2024 - Presente |